# Церетелі Зураб Костянтинович
Церете́лі Зура́б Костянти́нович (груз. ზურაბ წერეთელი; нар. 4 січня 1934, Тіфліс, ЗРФСР — 22 квітня 2025) — російський художник і скульптор грузинського походження, народний художник СРСР і Російської Федерації, народний художник Грузинської РСР, Герой Соціалістичної Праці, лауреат Ленінської премії, лауреат Державних премій СРСР і Російської Федерації, лауреат Премії Пікассо, президент Російської академії художеств, директор Московського музею сучасного мистецтва, кавалер ордену Почесного легіону Франції, Почесного Хреста «Комбатан волонтер» Асоціації ветеранів французького Опору, офіцер Ордену мистецтв і літератури (Франція), нагороджений орденами: «Дружби народів» (Росія) і повний кавалер ордену «За заслуги перед Вітчизною» (Росія), медаллю «Вермей» (вища нагорода Парижа за внесок у культуру і мистецтво), орденом Габріели Містраль (Чилі), медаллю Пікассо (вища нагорода ЮНЕСКО), кавалер ордену Бернардо О'Хіггінса Уряду Чилі. Почесний громадянин Тбілісі (2002).

## Біографія
Зураб Церетелі народився 4 січня 1934 в Тбілісі в грузинській сім'ї. Його батько Костянтин Георгійович (1903—2002) відомий у Грузії як інженер-будівельник, походив зі старовинного грузинського князівського роду Церетелі. Мати — Тамара Семенівна Ніжарадзе (1910—1991), також представниця князівського роду. Помітно вплинув на юного Зураба брат його матері живописець Георгій Ніжарадзе. У його будинку, де хлопчик проводив значну частину свого часу, постійно бували грузинські художники, такі як Давид Какабадзе, Сергій Кобуладзе, Уча Джапарідзе та багато інших. Вони стали для юнака першими вчителями.
Зураб Церетелі закінчив живописний факультет Тбіліської академії мистецтв, працював в Інституті історії, археології та етнографії Академії наук Грузії. У 1964 навчався у Франції, де спілкувався з видатними художниками Пабло Пікассо і Марком Шагалом.
З кінця 1960-х років почав активно працювати в області монументального мистецтва. З 1997 року є Президентом Російської академії мистецтв.
У 2003 за особливі заслуги Зурабу Церетелі було надано російське громадянство.

## Творчість
- Пам'ятник Петру I (Москва);
- Храм Христа Спасителя (Москва);

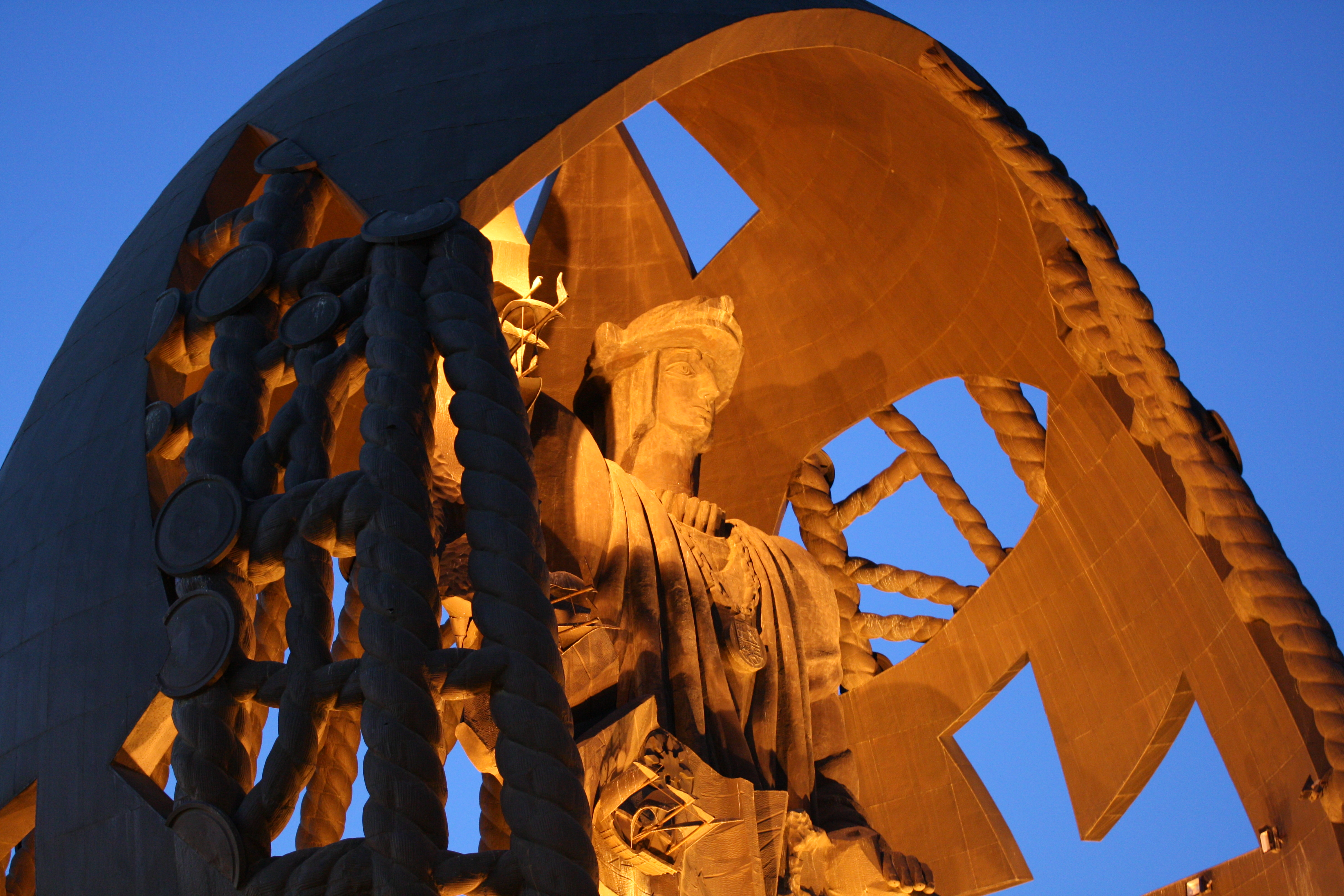
скульптура «Народження Нової Людини», Іспанія

- Монумент «Історія Грузії» (Грузія);
- Монумент «Дружба навіки» (Грузія);
- монумент «Добро перемагає Зло» (США);
- бронзова скульптура «Народження Нової Людини» (Франція, Іспанія);

## Громадська діяльність
У березні 2014 року Міністерство культури Російської Федерації повідомило, що скульптор разом з іншими російськими культурними діячами підписав листа на підтримку позиції президента Росії щодо російської військової інтервенції в Україну. Однак пізніше його помічник Сергій Шагулашвілі заявив в інтерв'ю грузинському інформагентству ''Інтерпресньюс'' та телеканалу ''Руставі-2'', що:

Пан Церетелі не втручався й не втручається в політику. Ніколи й ніде. Він жодного разу не підписував жодних політичних документів. І під цим листом він не підписувався… Міністерство культури РФ увело Зураба Церетелі в список підписантів не питаючись.

20 вересня 2017 Зураба Церетелі було включено до Переліку осіб, які створюють загрозу нацбезпеці України

## Факти
До 2024 року у місті Кривий Ріг була вулиця Церетелі. 29 березня 2024 року рішенням Криворізької міської ради вулицю Церетелі перейменували на вулицю Ямшову.

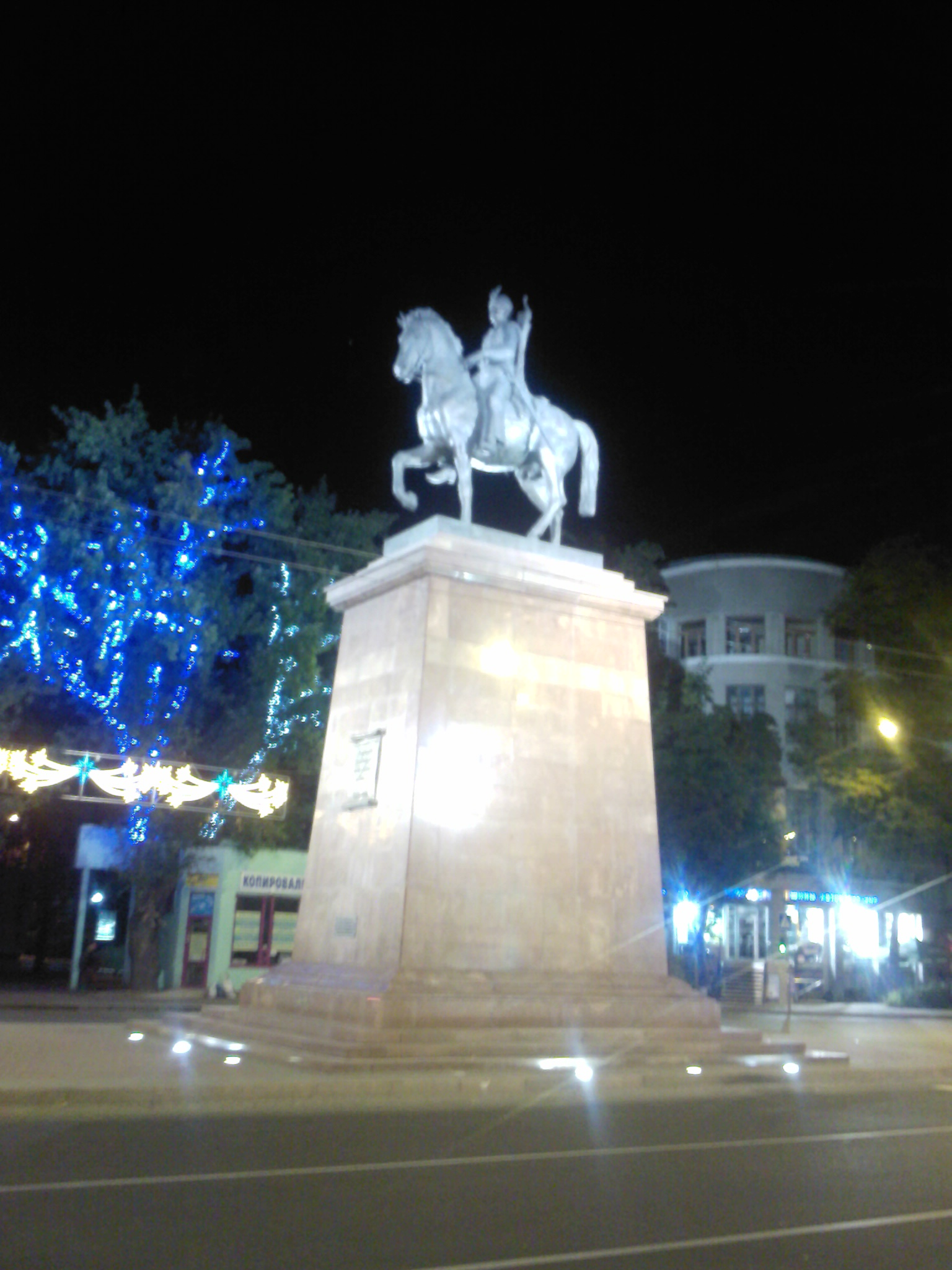
Кінна статуя в Харкові